# Amplypterus celebensis
Amplypterus celebensis är en fjärilsart som beskrevs av Rothschild och Jordan 1906. Amplypterus celebensis ingår i släktet Amplypterus och familjen svärmare. Inga underarter finns listade i Catalogue of Life.